# William W. Montgomery
William W. Montgomery, né le 20 août 1933 à Proctor et mort le 7 novembre 2003 à Brookline, aux États-Unis, est un chirurgien ORL américain connu pour ses travaux sur le neurinome de l'acoustique, la chirurgie de la base du crâne et des fistules trachéo-œsophagiennes ainsi que l'invention de la première prothèse endotrachéale, le tube de Montgomery,. Il a participé à la guerre de Corée en tant que chirurgien militaire, décoré du Purple Heart et de la Bronze Star, et raconta son expérience dans un ouvrage autobiographique, The Mustache That Walks Like a Man. Il fut nommé professeur en 1970 à la Harvard Medical School jusqu'à sa retraite en mai 2002. Son livre Surgery of the Upper Respiratory System est considéré comme l'une des références dans le domaine. Il mourut des suites d'un cancer de la vessie.